# Kırgın Çiçekler
Kırgın Çiçekler es una serie de televisión turca de 2015 producida por NTC Medya para ATV.

## Trama
Eylül es una joven que es acosada por su padrastro. Cuando le cuenta esta situación a su madre, ésta prefiere llevar a Eylül a un orfanato en lugar de dejar a su marido. En este lugar, un orfanato recién abierto en medio de un lujoso barrio, Eylül se hará amiga de cuatro chicas: Cemre, Songül, Kader y Meral. Las cinco son humilladas y calumniadas por los jóvenes ricos de la zona. Cuando ninguna de las escuelas públicas las quiere aceptar debido a varias calumnias, la asistente social del orfanato, Feride, logra que las acepten como alumnas en el colegio privado del barrio. Esto hará más difícil la vida para Eylül y sus cuatro amigas.

## Reparto
- Biran Damla Yılmaz como Eylül Acar.
- Gökçe Akyıldız como Songül Celen.
- Aleyna Solaker como Meral Kendir.
- Hazar Motan como Cemre Derinoğlu.
- Çağla Irmak como Kader Kutay.
- İpek Karapınar como Feride Güngör.
- Özgür Çevik como Toprak Eren.
- Derya Artemel como  Mesude Yılmaz.
- Veda Yurtsever como Nazan Özgün.
- Erdal Bilingen como Tevfik Özgün.
- Sacide Taşaner como Neriman Sönmez.
- Zeynep Irgat como Hediye.
- Arif Diren como Güney Ertürk.
- Nil Keser como Defne Özgün.
- Mehmet Aykaç como Serkan Özgün.
- Cansu Fırıncı como Kemal Yılmaz.
- Zeynep Parla como Cansu.
- Burak Arslan como Burak.
- Furkan Andıç como Gökhan Turalı.
- Birgül Ulusoy como Emine.
- Gökçe Yanardağ como Seher Karaman.
- Yağmur Ün como Zeyno Derinoğlu.
- Kadir Çermik como Necmi.
- Birgen Engin como Banu Savaş.
- Ülkü Hilal Çiftçi como Gülcan.
- Nil Günal como Emel Derinoğlu.
- Hülya Gülşen como Nezihe.
- Gülen Karaman como ???
- Murat Onuk como Ekrem.
- Yunus Emre Terzioğlu como Cenk.
- Dilara Mücaviroğlu como Aleyna.
- Barış Yalçın como Barış.
- Esma Yılmaz como Büşra Acar.
- Seda Güngör como Merve.
- Burcu Almeman como Selin.
- Kaan Kasapoğlu como Mert.
- Almila Ada como Lalin.
- Ruhi Sarı como Sadullah Celen.
- Selen Kurtaran como Özlem.
- Canberk Gül como Can
- Esra Dermancıoğlu como Zehra.
- Oğuz Peçe como Atakan.
- Elif Ceren Balıkçı como Sedef.
- Burak Tozkoparan como Alí.
- Deniz Uğur como Macide Lokumcuzade.
- Eylül Su Sapan como Harika Lokumcuzade.
- Erdoğan Sıcak como Sadri Lokumcuzade.
- Makbule Meyzinioğlu como Canan.

## Temporadas
| Temporada | Temporada | Episodios | Rango de episodios | Emisión original         | Emisión original    |
| Temporada | Temporada | Episodios | Rango de episodios | Inicio                   | Final               |
| --------- | --------- | --------- | ------------------ | ------------------------ | ------------------- |
|           | 1         | 50        | 1 - 50             | 29 de junio de 2015      | 13 de junio de 2016 |
|           | 2         | 38        | 51 - 88            | 19 de septiembre de 2016 | 12 de junio de 2017 |
|           | 3         | 25        | 89 - 113           | 18 de septiembre de 2017 | 12 de marzo de 2018 |

## Premios y nominaciones
| Año  | Premios                          | Categoría            | Nominado(a)     | Resultado | Ref.  |
| ---- | -------------------------------- | -------------------- | --------------- | --------- | ----- |
| 2016 | Seoul International Drama Awards | Mejor serie de drama | Kırgın Çiçekler | Nominada  | [ 3 ] |